# (12406) Zvíkov
(12406) Zvíkov es un asteroide que forma parte del cinturón de asteroides y fue descubierto el 25 de septiembre de 1995 por Miloš Tichý y Zdeněk Moravec desde el Observatorio Kleť, cerca de České Budějovice, República Checa.

## Designación y nombre
Zvíkov recibió inicialmente la designación de 1995 SZ1.
Posteriormente, en 2001, se nombró por el castillo de Zvíkov situado en la confluencia de los ríos Moldava y Otava.

## Características orbitales
Zvíkov está situado a una distancia media de 2,327 ua del Sol, pudiendo alejarse hasta 2,672 ua y acercarse hasta 1,982 ua. Tiene una inclinación orbital de 2,693 grados y una excentricidad de 0,1482. Emplea 1296 días en completar una órbita alrededor del Sol. El movimiento de Zvíkov sobre el fondo estelar es de 0,2777 grados por día.

## Características físicas
La magnitud absoluta de Zvíkov es 14,8.